# Sweep (Signalverarbeitung)
Ein Sweep ist eine Wechselspannung konstanter Amplitude, deren Frequenz periodisch und stetig einen vorgegebenen Bereich durchläuft, ähnlich einem Chirp. Hochfrequenztechnisch ist es ein frequenzmoduliertes Signal mit relativ geringer Modulationsfrequenz und einstellbarem Frequenzhub. Es wird vorzugsweise verwendet, um die Durchlasskurve von Filtern sichtbar zu machen, weil es die langsame punktweise Registrierung ersetzt. Das entsprechende Gerät wird auch Wobbelgenerator genannt.